# Підпір

Підвищення рівня води в річці в результаті побудови греблі.

Підпі́р, підпір води — підвищення рівня води в річці в результаті побудови греблі чи природних перепон: звуження русла, заростання русла, зажори, затори тощо, а також низового вітру, зміни умов стоку підземних вод.
Для створення необхідного запасу води або напору (підпору) води на річці, струмку, у балці будують гідротехнічну споруду — греблю. На закругленнях русла річки утворюється підпір, швидкість течії води зменшується .
Підпір має значення для визначення висоти насипу і піднесення низу ферм балкових мостів над горизонтом води. Для безнапірних труб висотою менше 3 м величина отвори встановлюється з розрахунку, щоб підпертий горизонт не перевищував 3/4 висоти труби. Для труб висотою понад 3 м відстань розрахункового горизонту до замка склепіння не повинно бути менше 0,75 м. Щоб уникнути затоплення цінних земель при високому підпорі збільшують отвір споруди.